# Raimondo Folch V de Cardona
Raimondo Folco di Cardona (catalano Ramon Folc V de Cardona; 1220 circa – 1276) è stato il visconte di Cardona dal 1241 fino alla sua morte.

## Origine
Secondo il documento n° CLXIX della Histoire Générale de Languedoc 2nd Edn. Tome V, Preuves, del 17 febbraio 1231, era il figlio primogenito del conte di Visconte di Cardona, Raimondo IV (Raymundus Fulconis...vicecomes Cardonæ) e di sua moglie, Ines o Agnese di Tarroja (domina Terrogia...vicecomitissa Cardonensis), di cui non si conoscono gli ascendenti.
Raimondo Folco IV di Cardona era il figlio primogenito del conte di Visconte di Cardona, Guglielmo I e di sua moglie (il 25 marzo 1187, secondo il documento n° 1171 del Cartulario de Sant Cugat del Vallés Vol. III, Geralda, definendosi viscontessa di Cardona, aveva sottoscritto il documento di una donazione fatta da Guglielmo al monastero di Sant Cugat del Vallès), Geralda, di cui non si conoscono gli ascendenti.

## Biografia
Di Raimondo V si hanno notizie molto scarse, ma viene descritto come un uomo di eccezionale corporatura, molto corpulento.
Secondo il documento n° CLXIX della Histoire Générale de Languedoc 2nd Edn. Tome V, Preuves, il 17 febbraio 1231, tra suo padre, Raimondo IV e il Conte di Foix, Ruggero Bernardo II (Rogerius Bernardi...comes de Fox) fu stipulato il contratto di matrimonio di Raimondo con Esclarmonda di Foix, figlia di Ruggero Bernardo II unitamente al contratto di matrimonio di sua sorella Brunissenda col fratello di Esclarmonda, Ruggero IV, erede della Contea di Foix.
Nel 1238, fu al seguito del re d'Aragona e conte di Barcellona, Giacomo I, alla conquista del regno di Valencia, arrivando sino in Murcia.
Dopo la morte (avvenuta nel 1241 circa) di suo padre, Raimondo IV, Raimondo gli succedette come Raimondo V, visconte di Cardona.
Nel 1256, Raimondo V fu tra coloro che accompagnarono Giacomo I a Soria, dove ebbe un incontro col re di Castiglia, Alfonso X il Saggio.
Il 30 luglio 1257, secondo il documento n° 360 del Diplomatari del monestir de Sant Joan de les Abadesses (995-1273), Raimondo V confermò la donazione fatta da suo nonno, Guglielmo I al monastero di Sant Joan de les Abadesses.
Poi, seguendo le orme del padre, Raimondo V si oppose a re Giacomo I di Aragona, e quando il visconte d'Àger e conte di Urgell, Alvaro, di cui era cognato, verso il 1267, fu sconfitto e cacciato dai suoi domini dal re Giacomo I, Raimondo fu tra coloro che aiutarono e protessero Alvaro.
Nel 1274, Raimondo rifiutò di cedere al re i suoi diritti sul castello di Cardona, dando il via ad una aperta ribellione contro Giacomo I.
Raimondo V morì in battaglia, nel 1276, durante la difesa del suo castello.
Gli succedette il figlio maschio, Raimondo.
La morte di Raimondo V venne commemorata dal poeta, Cerverí de Girona, di cui Raimondo era stato mecenate.

## Nozze e discendenza
Raimondo V, in prime nozze aveva sposato Esclarmonda di Foix, figlia del Conte di Foix, Ruggero Bernardo II e di Ermesinda di Castelbon; Raimondo da Esclarmonda non ebbe discendenza.
Poi in seconde nozze, Raimondo V sposò Sibilla di Empuries, figlia del Conte di Empúries, Ponzio IV e della sua seconda moglie, Teresa Fernández de Lara, figlia del conte Fernando Núñez de Lara, Signore di Castrogeriz e della moglie, Mayor. Raimondo da Sibilla d'Empúries ebbe almeno due figli:
- Raimondo († 1320), Visconte di Cardona[2]
- Sibilla de Cardona che, secondo la Historia de los condes de Urgel, Tomo I, sposò Alvaro d'Urgell[10] ( † 1299), visconte d'Àger[8], figlio del conte di Urgell, Alvaro[8].

## Ascendenza
|                                        |   |                            | Genitori                     |  |  | Nonni |  |  | Bisnonni                                |  |  | Trisnonni                           |  |
|                                        |   |                            |                              |  |  |       |  |  | Raimondo Folco III, visconte di Cardona |  |  | Raimondo Folco II, visconte Cardona |  |
|                                        |   |                            |                              |  |  |       |  |  | Raimondo Folco III, visconte di Cardona |  |  | Raimondo Folco II, visconte Cardona |  |
|                                        |   | Guglielma                  |                              |  |  |       |  |  | Raimondo Folco III, visconte di Cardona |  |  |                                     |  |
| Guglielmo I, visconte di Cardona       |   |                            |                              |  |  |       |  |  | Raimondo Folco III, visconte di Cardona |  |  |                                     |  |
|                                        |   | Isabella Sibilla di Urgell | Ermengol VI, conte di Urgell |  |  |       |  |  |                                         |  |  |                                     |  |
|                                        |   | Isabella Sibilla di Urgell | Ermengol VI, conte di Urgell |  |  |       |  |  |                                         |  |  |                                     |  |
|                                        |   | Isabella Sibilla di Urgell | Arsenda de Cabrera           |  |  |       |  |  |                                         |  |  |                                     |  |
| Raimondo Folco IV, visconte di Cardona |   | Isabella Sibilla di Urgell |                              |  |  |       |  |  |                                         |  |  |                                     |  |
|                                        |   | …                          | …                            |  |  |       |  |  |                                         |  |  |                                     |  |
|                                        |   | …                          | …                            |  |  |       |  |  |                                         |  |  |                                     |  |
|                                        |   | …                          | …                            |  |  |       |  |  |                                         |  |  |                                     |  |
| Geralda di Jorba-Alcarras              |   | …                          |                              |  |  |       |  |  |                                         |  |  |                                     |  |
|                                        |   | …                          | …                            |  |  |       |  |  |                                         |  |  |                                     |  |
|                                        |   | …                          | …                            |  |  |       |  |  |                                         |  |  |                                     |  |
|                                        |   | …                          | …                            |  |  |       |  |  |                                         |  |  |                                     |  |
| Raimondo Folco V, visconte di Cardona  |   | …                          |                              |  |  |       |  |  |                                         |  |  |                                     |  |
|                                        | … | …                          |                              |  |  |       |  |  |                                         |  |  |                                     |  |
|                                        | … | …                          |                              |  |  |       |  |  |                                         |  |  |                                     |  |
|                                        | … | …                          |                              |  |  |       |  |  |                                         |  |  |                                     |  |
| …                                      | … |                            |                              |  |  |       |  |  |                                         |  |  |                                     |  |
|                                        |   | …                          | …                            |  |  |       |  |  |                                         |  |  |                                     |  |
|                                        |   | …                          | …                            |  |  |       |  |  |                                         |  |  |                                     |  |
|                                        |   | …                          | …                            |  |  |       |  |  |                                         |  |  |                                     |  |
| Ines di Tarroja                        |   | …                          |                              |  |  |       |  |  |                                         |  |  |                                     |  |
|                                        |   | …                          | …                            |  |  |       |  |  |                                         |  |  |                                     |  |
|                                        |   | …                          | …                            |  |  |       |  |  |                                         |  |  |                                     |  |
|                                        |   | …                          | …                            |  |  |       |  |  |                                         |  |  |                                     |  |
| …                                      |   | …                          |                              |  |  |       |  |  |                                         |  |  |                                     |  |
|                                        |   | …                          | …                            |  |  |       |  |  |                                         |  |  |                                     |  |
|                                        |   | …                          | …                            |  |  |       |  |  |                                         |  |  |                                     |  |
|                                        |   | …                          | …                            |  |  |       |  |  |                                         |  |  |                                     |  |
|                                        |   | …                          |                              |  |  |       |  |  |                                         |  |  |                                     |  |

### Fonti primarie
- (LA)  Histoire Générale de Languedoc. Tome V, Preuves.
- (LA)  Rerum Gallicarum et Francicarum Scriptores, tomus XIX.
- (LA)  Cartulario de Sant Cugat del Vallés Vol. III.
- (LA)  Diplomatari del monestir de Sant Joan de les Abadesses (995-1273) Archiviato il 19 ottobre 2021 in Internet Archive..

### Letteratura storiografica
- Rafael Altamira, La Spagna (1031-1248), in "Storia del mondo medievale", vol. V, 1999, pp. 865–896
- (ES)  Historia de los condes de Urgel, Tomo I.